# Декларація про відновлення незалежності Латвійської Республіки

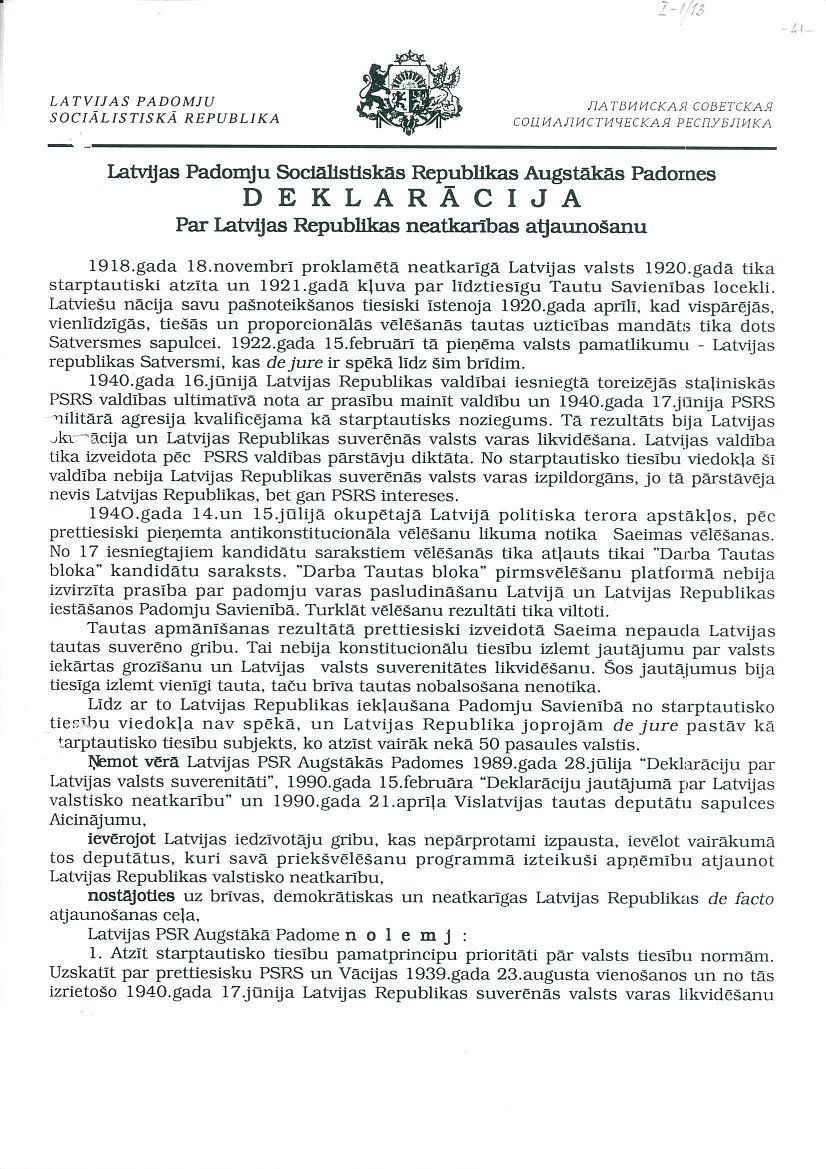
Декларація про відновлення незалежності Латвійської Республіки

Декларація про відновлення незалежності Латвійської Республіки (латис. Deklarācija Par Latvijas Republikas neatkarības atjaunošanu) — декларація незалежності, прийнята Верховною Радою Латвійської РСР 4 травня 1990 року і стала найважливішим кроком на шляху до виходу Латвії зі складу СРСР і подальшого міжнародного визнання Латвійської Республіки. У Декларації зазначалося, що Латвія, приєднана до СРСР, залишалася де-юре незалежною державою, а рішення про входження Латвії в Радянський Союз, прийняте 21 липня 1940 року, було антинародним і здійснено на підставі протиправного секретного протоколу до пакту Молотова — Ріббентропа. Декларацією відновлювалося дія Конституції Латвії 1922 року, однак до прийняття нової редакції діяли закони Латвійської РСР. Громадянам Латвії гарантувалися соціальні, економічні, культурні і політичні права відповідно з міжнародним правом. Відносини з СРСР планувалося будувати на основі Ризького мирного договору 1920 року. 4 травня відзначається в Латвії як національне свято.

## Зміст

### Історичні та юридичні передумови
На початку Декларації описуються кілька історичних фактів про державність Латвії, які підтверджують суверенітет Латвії де-юре: від проголошення незалежності Латвії 18 листопада 1918 року до її прийняття у Лігу націй у 1921 році. Першою країною, що визнала незалежність Латвії де-юре, була Радянська Росія, яка уклала Ризький мирний договір 11 серпня 1920 року (незалежність Латвії визнали 26 січня 1921 року офіційно країни Антанти). У квітні 1920 року Установчі збори Латвії затвердили конституцію, ухвалену 15 лютого 1922 року на загальних, рівних, прямих і пропорційних виборах.
23 серпня 1939 року між СРСР і Німеччиною був укладений пакт про ненапад, до якого додавався секретний протокол про розподіл сфер впливу. Латвія потрапила у сферу впливу СРСР, хоча підписала 5 жовтня 1939 року з радянським урядом договір про ненапад. 16 червня 1940 року уряд СРСР вручив уряду Латвії ультимативну ноту з вимогою зміни уряду і надання вільного проходу для радянських військ, що розцінювалося в Декларації як збройна агресія з боку СРСР. Уряд прийняв ультиматум на наступний день, і тоді ж у Латвію були введені радянські війська. Вважається, що новий латвійський уряд представляв інтереси не Латвії, а СРСР. З 14 по 15 липня 1940 року відбулися вибори Народного сейму Латвії, який визнав входження Латвії до складу СРСР 21 липня 1940 року, однак СРСР допустив до загальних виборів тільки Блок трудового народу, і утворений на виборах Сейм, з точки зору авторів декларації, був незаконним і не представляв інтереси латвійського народу. Приєднання Латвії до СРСР не визнали понад 50 країн.

### Базис
Після підбиття підсумків і визнання Латвії де-юре суверенною країною Декларація переходить до розгляду раніше прийнятих документів і визнає за Верховною Радою Латвійської РСР право на дію у відповідності з волею жителів Латвії. По-перше, «Декларація про державний суверенітет Латвії» від 28 липня 1989 року свідчила, що Латвійська РСР буде діяти тільки як незалежна держава. Закони, прийняті СРСР, можуть вступити в дію на території Латвійської РСР, тільки якщо їх ратифікує Верховна Рада. По-друге, «Декларація по питанню державної незалежності Латвії» від 15 лютого 1990 року свідчила, що Верховна Рада визнає недійсною декларацію «Про вступ Латвії в Союз Радянських Соціалістичних Республік» від 21 липня 1940 року. По-третє, «Звернення Загальньолатвійських зборів народних депутатів» від 21 квітня 1990 року закликало до відновлення незалежності, і населення Латвії, виявляючи свою виборчу волю, підтримало цих депутатів, які підтримали прагнення відновити державну незалежність Латвійської Республіки.

### Акт
Верховна Рада Латвійської РСР ухвалила прийняти наступні рішення:
1. Визнати пріоритет міжнародного права над нормами державного права, засудити пакт про ненапад між СРСР та Німеччини від 23 серпня 1939 року та подальшу ліквідацію незалежності Латвії 17 червня 1940 року.
2. Скасувати дію декларації від 21 липня 1940 року про входження Латвії до складу СРСР.
3. Відновити Конституцію незалежної Латвії 1922 року і встановити офіційну назву Латвійського держави — «Латвійська Республіка», скорочено «Латвія».
4. Призупинити дію Конституції 1922 року до прийняття нової редакції, за винятком статей 1, 2, 3 і 6, які можуть бути змінені лише шляхом референдуму.
5. Встановити для відновлення державної влади Латвійської Республіки фактичний перехідний період до скликання нового Сейму. Під час перехідного періоду вищу державну владу в Латвії здійснює Верховна Рада Латвійської Республіки.
6. Під час перехідного періоду дозволити застосовувати закони Латвійської РСР (у тому числі Конституції Латвійської РСР), оскільки вони не суперечать статтям 1, 2, 3 і 6 Конституції Латвійської Республіки 1922 року. У випадках спору питання застосування законодавчих актів вирішуються Конституційним судом Латвійської Республіки. Під час перехідного періоду право прийняття нових законодавчих актів або змін чинних актів належить тільки Верховній Раді Латвійської Республіки.
7. Утворити комісію, яка підготує нову Конституцію Латвії, підходящу для поточного положення.
8. Гарантувати, згідно з нормами міжнародного права, всі права і свободи громадянам Латвії та іноземцям, які будуть проживати на території Латвії (в тому числі і громадянам СРСР).
9. Вибудувати радянсько-латвійські відносини на основі Ризького мирного договору від 11 серпня 1920 року. Для переговорів з СРСР утворити урядову комісію.

## Подальші дії
31 липня 1990 року Верховна Рада Латвійської Республіки утворила групу з 22 депутатів, які повинні були опрацювати нову конституцію до 1 січня. Однак нове видання так і не було прийнято. Конституційний Суд, який міг би вирішувати конституційні питання в перехідний період, був утворений в 1996 році. Верховна Рада відразу ж прийняла Декларацію про права людини, щоб виконати приписи пункту 8 Декларації про відновлення незалежності. 21 серпня 1991 року після провалу Серпневого путчу Верховна Рада прийняла Конституційний закон «Про державність Латвійської Республіки», анулювавши дію статті 5 Декларації про відновлення незалежності і завершити перехідний період. Однак до скликання 5-го Сейму 6 липня 1993 року якісь елементи перехідного періоду залишалися в силі — Верховна Рада Латвійської Республіки мала вищі державні повноваження, а Конституція була скасована.

## Прийняття
18 березня 1990 року, у Верховну Раду Латвійської республіки, на вільних виборах було обрано 201 депутата. Рада прийняла Декларацію 4 травня 1990 року: при необхідній більшості у 132 голоси на підтримку Декларації висловилися 138 осіб, 1 утримався, решта не голосували.

## Реакція
Комуністична партія Латвії засудила прийняття декларації, звинувативши її авторів у фальсифікації історичних фактів, і зажадала провести референдум для вирішення подібних питань, а також попередила, що Президент СРСР може ввести контрзаходи. Партія планувала почати пропаганду проти виходу Латвії з СРСР і звернутися до М. С. Горбачова з проханням анулювати декларацію Верховної Ради. 14 травня 1990 року М. С. Горбачов офіційно заявив, що Латвія порушила Конституцію СРСР своєю декларацією, і тому вона не може бути прийнята. Верховна Рада, у свою чергу, заявила, що у Президента СРСР немає права скасовувати акти, прийняті Верховними Радами союзних республік. Більше того, Верховна Рада заявила про своє право скасовувати всі рішення, які порушують Конституцію Латвії, яка вважалася дійсною. Відповідно до Конституції СРСР 1977 року, СРСР формувався на праві народів на самовизначення, а Латвія була приєднана до СРСР неконституційним способом.
Верховна Рада Латвійської Республіки зазначила, що закони СРСР про вихід республік із його складу, не діяли на території Латвії, оскільки не були ратифіковані Верховною Радою та суперечили Конституції СРСР і Конституції Латвійської РСР, які надавали право вільного виходу з союзу. Скликання референдуму, запропонований КП Латвії, не мало ніяких підстав, оскільки Латвія увійшла до складу СРСР також без проведення референдуму, а всі дії Верховної Ради спрямовані тільки на відновлення незалежності, а не відокремлення від якоїсь держави. Також Конституція Латвії не передбачала проведення референдуму, як було сказано в заяві Горбачова, а пропонувала дві альтернативи: референдум або публічні дебати, які фактично відбулися у пресі і в ході ряду соціологічних опитувань. Згідно з цими даними, переважна більшість громадськості висловились на підтримку незалежності. Паралельно на Загальнолатвійських зборах народних депутатів пройшли дебати 21 квітня 1990 року, де ідею відновлення незалежності підтримали більше двох третин членів Верховної Ради. Верховна Рада, посилаючись на думку опитувань громадськості, заявила, що до 28 травня 1990 року надійшли 646 726 листів і телеграм від жителів Латвійської Республіки з підтримкою Декларації, і тільки 8993 людини її засудили. На основі цих даних Верховна Рада заявила, що Декларація є легітимною
6 вересня 1991 року після провалу Серпневого путчу СРСР визнав незалежність Латвії.

## Дивись також
- Акт відновлення державності Литви
- Декларація про державний суверенітет Естонії